# 바슬루이주

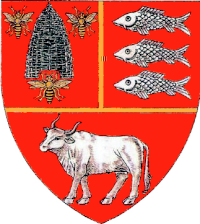
주 문장

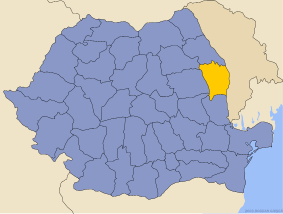
바슬루이 주의 위치

바슬루이주(루마니아어: Județul Vaslui)는 루마니아 북동부 몰다비아 지방에 위치한 주로, 주도는 바슬루이이며 면적은 5,318km2, 인구는 455,049명(2002년 기준), 인구 밀도는 86명/km2, ISO 3166-2 코드는 RO-VS이다. 동쪽으로는 몰도바 칸테미르 구와 카훌 구, 서쪽으로는 네암츠 주와 바커우 주, 브란체아 주, 북쪽으로는 이아시 주, 남쪽으로는 갈라치 주와 접한다. 3개 시와 2개 마을, 81개 지방 자치체를 관할한다.

## 인구
- 루마니아인: 98% 이상
- 로마인 등 그 외의 민족